# NGC 6855
NGC 6855 é uma galáxia espiral barrada (SB0-a) localizada na direcção da constelação de Telescopium. Possui uma declinação de -56° 23' 23" e uma ascensão recta de 20 horas, 06 minutos e 49,7 segundos.
A galáxia NGC 6855 foi descoberta em 10 de Julho de 1834 por John Herschel.